# كبلر-10
كيبلر-10, المعروف سابقا باسم كوي-72, هو نجم شمسي في كوكبة التنين التي تقع  على بعد 187 فرسخ فلكي (608 سنة ضوئية) من الأرض.استهدف مسبار كيبلر التابع لناسا دراسته  وكان ينظر إليه باعتباره النجم الأول والذي حددته بعثة كبلر كمضيف محتمل للكواكب الصغيرة خارج المجموعة الشمسية .النجم هو أقل قليلا ضخامة، وأكثر قليلا برودة من الشمس ؛ ويقدر عمره بـ 10.4 مليار سنة، مما يعني أن عمره يساوي 2.6 ضعف عمر الشمس.كيبلر-10 مضيف لـ نظام كواكب تتكون من اثنين على الأقل من الكواكب.كيبلر 10 بي, أول كوكب صخري تم اكتشافه في مدار كيبلر بعد ثمانية أشهر من المراقبة وأعلن عنه في 10 كانون الثاني\يناير ,2011. ويستكمل الدوران في مداره كل 0.8 أيام ولديه كثافة مماثلة لكثافة الحديد. كيبلر-10سي هو الكوكب الثاني وقد أعلن عنه في 23 مايو 2011, بناء على ملاحظات تلسكوب الفضاء سبيتزر , تظهر البيانات أنه  فترته المدارية 42.3 أيام
وأن نصف قطره أكثر من ضعف نصف قطر الأرض، ولكنه أعلى كثافة، مما يجعله أكبر وأضخم كوكب صخري اكتشف منذ حزيران / يونيه 2014.

## التسمية والتاريخ
سمي النجم بـ كيبلر-10 لأنه كان عاشر نظام كوكبي يلاحظه مرصد كبلر الفضائي التابع لناسا والذي يهدف إلى البحث عن كواكب شبيهة بالأرض
 بعد ثمانية أشهر من المراقبة بدءا من أيار / مايو 2009 إلى يناير 2010 ، فريق مهمة كبلر اكتشف كبلر-10b كأول كوكب صخري يكتشفه مرصد كبلر الفضائي.كيبلر-10 كان أول نجم يرصد المرصد ويشتبه في وجود كوكب صغير في مداره.
اكتشاف كبلر-10بي أعلن للجمهور في اجتماع الشتاء لـالجمعية الفلكية الأمريكية في 10 يناير, 2011 في سياتل. وفي 23 مايو 2011, وجود Kepler-10c وأكد في 218 الاجتماع في بوسطن.

## الخصائص
كتلته 0.895 (± 0.06) من كتلة الشمس و دائرة نصف قطره  056 (± 0.021) من قطر الشمس، وهو أوسع من الشمس بحوالي 10 ٪ .كمية الحديد ضمنه -0.15 (± 0.04) ؛ وهذا يعني أن كيبلر-10 غني ب70% من المعادن، وهذا يلعب دوراً كبيراً في تشكيل الكواكب، وتحديد ما إذا كان نوع ما من الكواكب سوف يتشكل.بالإضافة إلى ذلك فإن عمر كيبلر-10 11.9 مليار سنة جعل من درجة حرارته الفعالة  5627 كيلفن، مقارنة بالشمس وهي الأصغر سنا لكن الأكثر سخونة .
كيبلر-10 يقع على مسافة 173 فرسخ فلكي من الأرض، وهو ما يعادل حوالي 564 سنة ضوئية.وسطوع كيبلر-10 كما يرى من الأرض هو 10.96 ؛ ولذلك لا يمكن أن يرى بالعين المجردة.

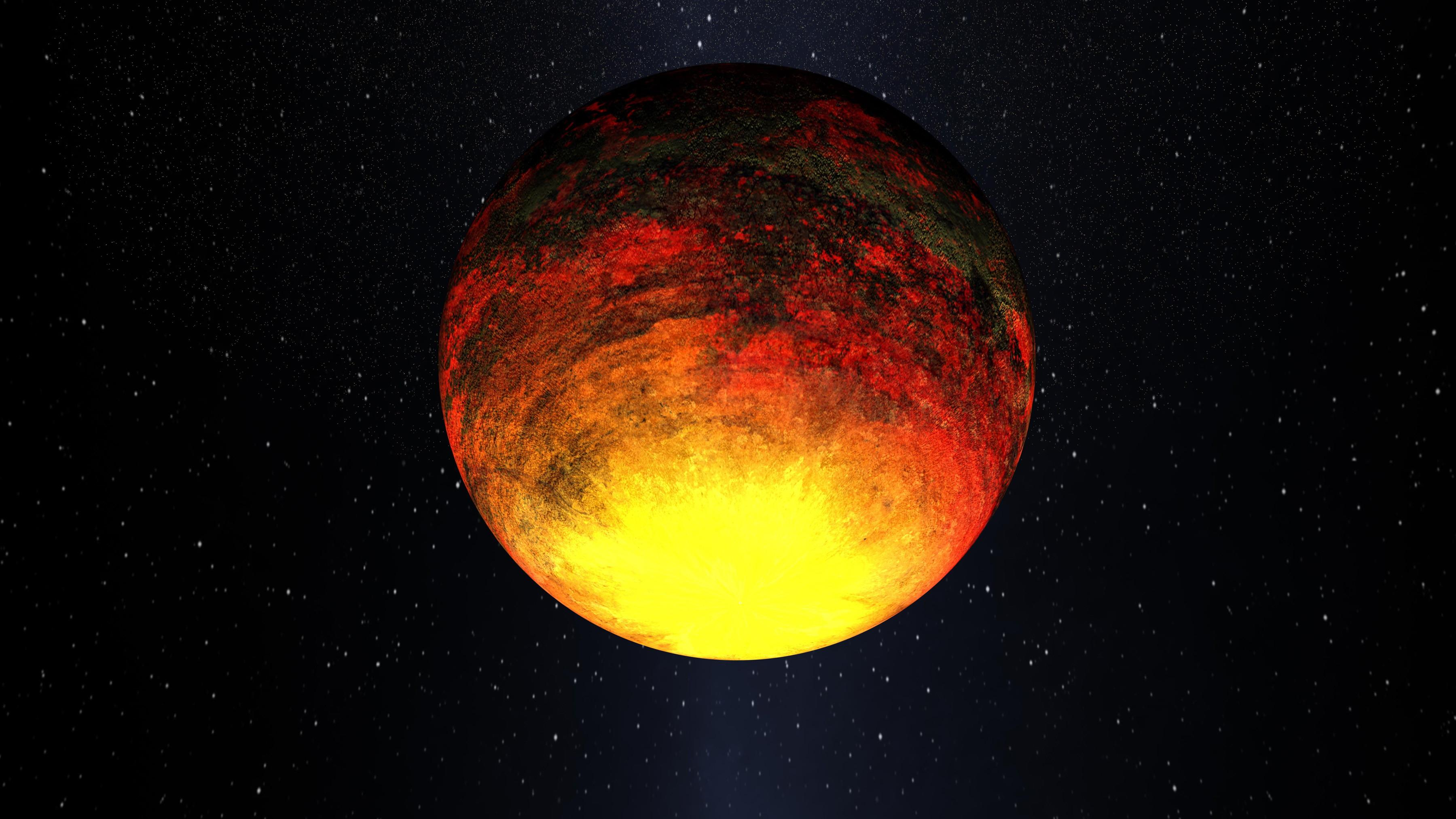
كيبلر 10 بي

## النظام الكوكبي
| رفيق (من أجل من) | الكتلة                                 | نصف المحور الرئيسي(بالوحدةالفلكية) | الفترة المدارية (الأيام) | الانحراف | الميل             | دائرة نصف قطرها    |
| ---------------- | -------------------------------------- | ---------------------------------- | ------------------------ | -------- | ----------------- | ------------------ |
| بي               | 3.33±0.49 M⊕                           | 0.01684                            | 0.837495                 | 0        | 84.8+3.2 −3.9°    | 1.47+0.03 −0.02 R⊕ |
| سي               | 7000737000000000000♠7.37+1.32 -1.19 M⊕ | 0.2410                             | 45.29485                 | 0        | 89.59+0.25 −0.43° | 2.35+0.09 −0.04 R⊕ |